# Кэссиди, Дэвид
Дэ́вид Брюс Кэ́ссиди (англ. David Bruce Cassidy; 12 апреля 1950 — 21 ноября 2017) — американский актёр и певец. Наиболее известен по роли Кита Партриджа в американском комедийном музыкальном сериале 1970-х годов «Семья Партриджей», которая принесла ему статус идола подростков. По окончании сериала продолжил успешную карьеру певца и актёра.

## Биография
Родился в семье актёров Эвелин Уорд и Джека Кэссиди.
Прославился в роли поющего подростка, сердцееда Кита Партриджа в телесериале «Семья Партриджей». В роли матери семейства в нём снималась Ширли Джонс, в реальной жизни тоже приходившаяся Дэвиду матерью, только приёмной. По сюжету семья Партриджей играла вместе как рок-группа и путешествовала по стране.
Популярность телешоу и особенно Дэвида была такова, что его стали ассоциировать с его персонажем в реальной жизни. Его синглы становились хитами. Он продал миллионы пластинок, номинировался на «Грэмми». Его фан-клуб стал самым многочисленным в истории. Но к середине 1970-х подростки нашли себе новых идолов, Дэвида Кэссиди те просто оттеснили в тень. Он переключился на актёрскую карьеру, многие годы играл на телевидении и на сцене, снискав уважение и как драматический актёр, как и актёр музыкального театра.
В 1990-е годы благодаря раскрутке старой музыки на телеканале VH1 и в общем на волне ностальгии по старым временам Дэвид Кэссиди получил очень выгодную постоянную позицию в «Гранд-отеле Эм-джи-эм» (англ. MGM Grand Hotel) в Лас-Вегасе. Там он поставил своё собственное шоу, с которым ежедневно выступал, притягивая туристов. Потом последовало другое прибыльное постоянное шоу в другом отеле. Но всё-таки Дэвид хотел вернуться к широкой публике, и ему это удалось. В 2001 году состоялось его мировое турне, подписал он и контракт на запись нового альбома.
Скончался 21 ноября 2017 года в возрасте 67 лет в Форт-Лодердейле (штат Флорида) в отделении интенсивной терапии местной больницы после того, как семья актёра приняла решение отключить аппаратуру поддержки жизнедеятельности.

## Личная жизнь
В 1977 году женился на Кэй Ленц. Они развелись в 1981 году.

## Дискография
См. статью «David Cassidy discography» в английском разделе.

## Фильмография
См. раздел «Filmography» в статье про Дэвида Кэссиди в английском разделе.